# Bierówka
Bierówka – wieś w Polsce położona w województwie podkarpackim, w powiecie jasielskim, w gminie Jasło.
| SIMC    | Nazwa      | Rodzaj    |
| ------- | ---------- | --------- |
| 0352756 | Gródek     | część wsi |
| 0352762 | Podlas     | część wsi |
| 0352779 | Sikorzanka | część wsi |

Była wsią opactwa benedyktynów tynieckich w województwie sandomierskim w 1629 roku. W latach 1975–1998 miejscowość administracyjnie należała do województwa krośnieńskiego.
W miejscowości znajduje się Cmentarz wojenny nr 20 z I wojny światowej usytuowany na wzgórzu i Cmentarz jeńców Armii Radzieckiej z obozu hitlerowskiego w Szebniach z II wojny światowej w tzw. Dołach Bierowskich.
We wsi wybudowano w roku 1996 rzymskokatolicki kościół filialny pw. NMP Królowej Pokoju należący do parafii Świętego Wawrzyńca w Warzycach. Został on poświęcony dnia 15 maja 1999 r. przez księdza biskupa Kazimierza Górnego, biskupa ordynariusza diecezji rzeszowskiej.

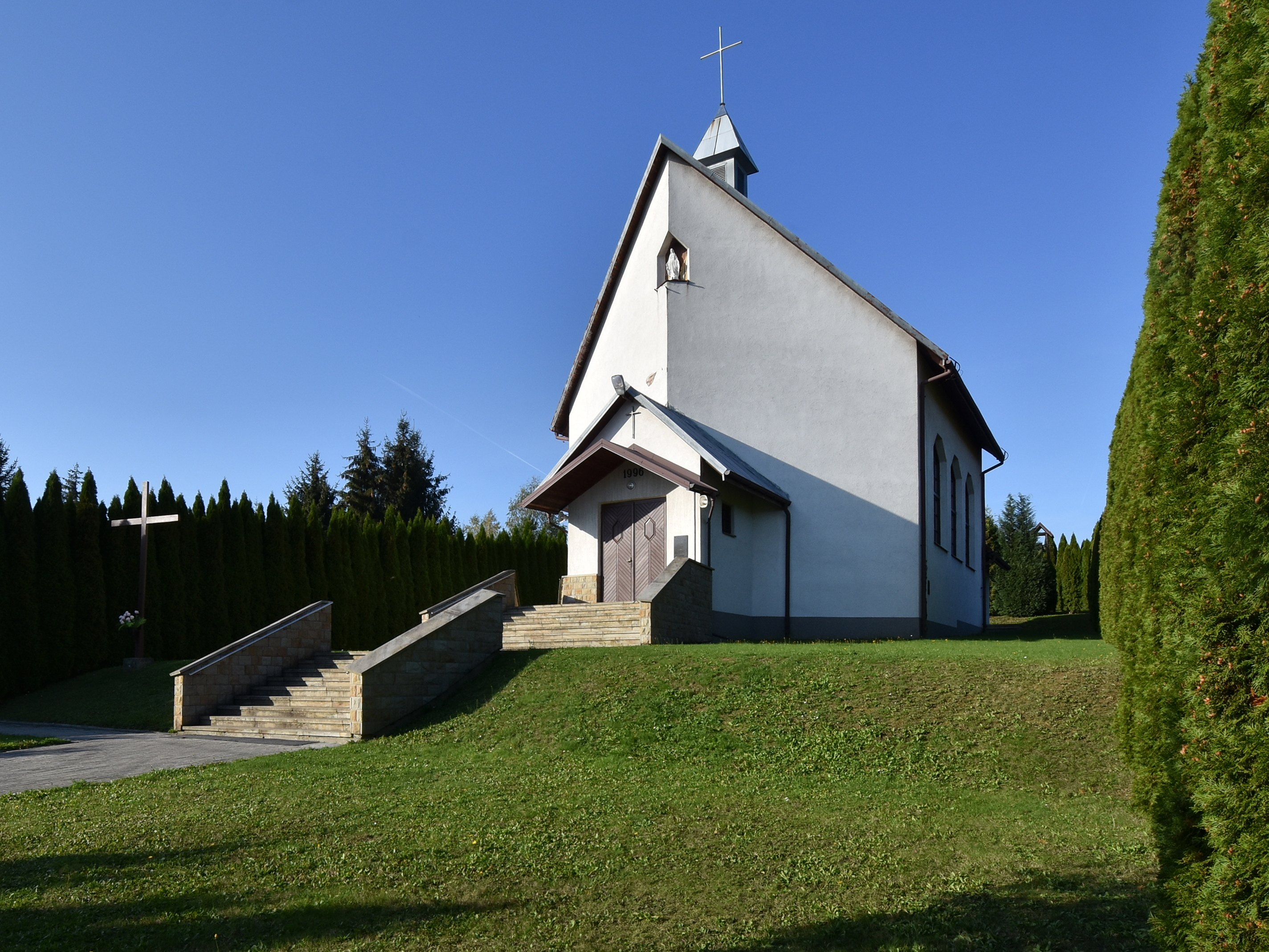
Kościół filialny w Bierówce
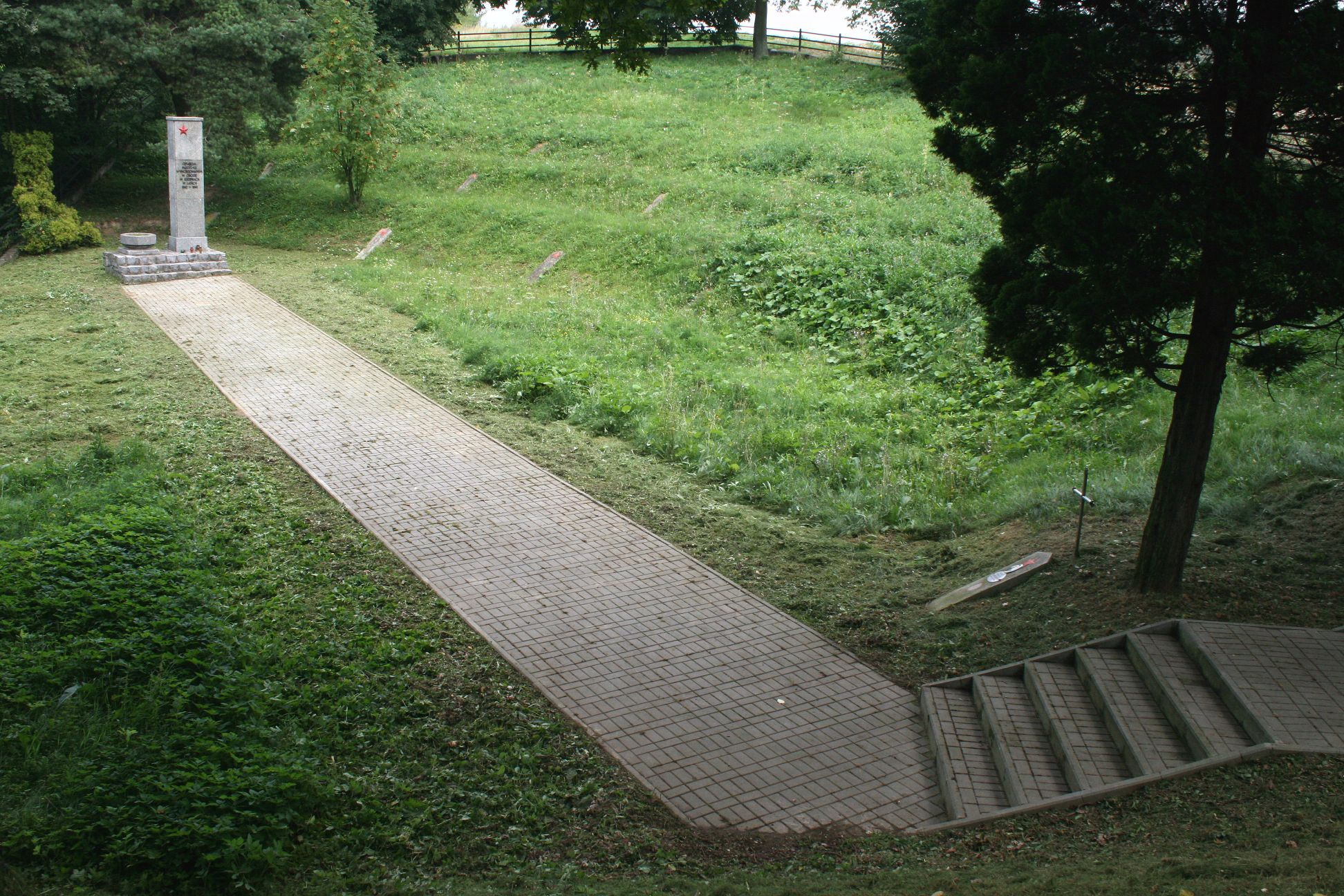
Cmentarz jeńców radzieckich na Bierowskich Dołach